# مقاطعة هاغا
هاغا (芳賀郡 Haga-gun) هي إحدى مقاطعات اليابان تقع في توتشيغي. حسب إحصاء عام 2011 بلغ عدد سكان المنطقة 66852، والكثافة السكانية 169 شخصًا لكل كيلومتر مربع. والمساحة الإجمالية 396.72 كيلومتر مربع.

## المدن والقرى
- هاغا
- إيشيكاي
- ماشيكو
- موتيجي

## الاندماج
- في 23 مارس 2009 تم دمج مدينة نينوميا في مدينة موكا. [2]